# Balthasar Nuss
Balthasar Nuss (* um 1545; † im Dezember 1618 in Bad Brückenau) war Zentgraf in Hofbieber und Fulda und führte die Hexenverfolgungen im Hochstift Fulda in der Zeit von 1603 bis 1606 durch.

## Zentgraf von Hofbieber
Nuss war Oberförster und Stallmeister auf Burg Bieberstein, wo der aus seinem Territorium vertriebene Fürstabt von Fulda, Balthasar von Dernbach, im Exil lebte. Als dieser 1602 wieder nach Fulda zurückkehren konnte, folgte ihm Nuss und wurde, als gleichsam rechte Hand Dernbachs, zunächst zum Zentgrafen von Hofbieber ernannt.

## Hexenverfolgungen im Hochstift Fulda
In seiner zweiten Regierungsperiode ließ Fürstabt Balthasar von Dernbach Hexenprozesse abhalten und beauftragte Nuss als Malefizmeister mit der Durchführung. Den Hexenverfolgungen im Hochstift Fulda von 1603 bis 1606 fielen 250 Menschen zum Opfer, überwiegend Frauen, aber auch einige Männer. Besonders bekannt wurde der Hexenprozess gegen Merga Bien, deren Ehemann Blasius Bien erfolgreich gegen ihre Haftbedingungen vor dem Reichskammergericht in Speyer klagte.
Balthasar Nuss verstieß in seiner Prozessführung in vielen Punkten gegen geltende Bestimmungen. Der "Malefizmeister" fragte in der Folter ganz gezielt nach bestimmten Namen, er ließ sich in Bezug auf die Foltermaßnahmen besondere Grausamkeiten einfallen und bereicherte sich am Vermögen der Hingerichteten bzw. ihrer Angehörigen.
Die Fuldaer Hinrichtungsstätte, und damit eine der Wirkungsstätten des „Hexenrichters“, befand sich auf einem kleinen Hügel östlich der Residenz, seinerzeit „Hexenküppel“ heute „Waldschlößchen“ genannt. Die dortigen unterirdischen Gänge sind weitgehend noch unerforscht. Beim Bau der nahen katholischen St.-Joseph-Kirche wurden interessante Fundstücke geborgen.

## Lebensende
Nach dem Tod des Fürstabts 1606 wurde Nuss verhaftet und 12 Jahre in Haft gehalten. Schließlich wurde ihm der Prozess wegen Bereicherung im Zusammenhang mit den Hexenprozessen gemacht. Er wurde 1618 aufgrund eines Gutachtens der Ingolstädter Juristenfakultät enthauptet.